# Frans Wachtmeister
Frans Wachtmeister, född 1993 i Svalöv, Skåne, är en svensk författare. Han är bosatt i Tokyo.

## Biografi
Wachtmeister föddes 1993 i Svalöv i Skåne. Hans far var möbelkonservator och hans morfar arkitekt. 2010 flyttade han till Japan, och sedan 2012 är han bosatt i Tokyo där han har studerat konsthistoria och japanska på Keiouniversitetet. 2023 debuterade han med romanen Territoriella anspråk. För romanen nominerades han till Borås Tidnings debutantpris 2024 samt Katapultpriset. 2025 utgavs hans andra roman, Förlorad mark, om en ung svensk man som förlorar jobbet och kärleken i Japan. Hans cyniska stil har bland annat jämförts med Lena Andersson, Michel Houellebecq, Bret Easton Ellis och Yukio Mishima. Hans två utgivna romaner, som förlagts av Ellerströms, kretsar båda kring identitet och migration i Japan samt i hög grad konst och kultur.
Han är gift med en japansk filosof, som han har en son tillsammans med. De bor i  Shinagawa.